# 석민기
석민기(2009년 12월 28일 ~ )는 대한민국의 배우, 모델이다.

## 경력
- 2022년 제5회 빛가람국제평화영화제 홍보대사

## 출연

### 방송

#### 드라마
- 2020년 OCN 《루갈》
- 2020년 KBS 2TV 《KBS 드라마 스페셜 - 나들이》
- 2021년 매일방송 《보쌈 - 운명을 훔치다》 - 아이 역
- 2022년 넷플릭스 《모범가족》 (웹 드라마) - 박현우 역

#### 어린이
- 2020년 애니원 《법대로 놀자!》 - 출연자 (2020.11.23~2021.01.25)

### 영화
- 2019년 《양원》 (단편 영화)
- 2020년 《놀이터》 (단편 영화)
- 2020년 《레볼루션》 (단편 영화)
- 2020년 《서하별》 (단편 영화)
- 2020년 《모래성》 (단편 영화)
- 2021년 《맘대로 마을》 (웹 영화)
- 2021년 《아이들은 즐겁다》

### 공연

#### 연극
- 2022년 《리차드 3세》 - 황태자 애드워드 역 (2022.01.11~2022.02.13)

### 광고
- 2019년 대한항공 대한이야기 - 고객감사 편
- 2020년 스터디맥스 스피킹덤 마스터 - 초 4가 영어를 이렇게 재미있게 한다고?!
- 2020년 아이스크림 에듀 초등 과학 교과서
- 2020년 하프학당 하프스터디 뇌기억보다 몸기억 - 할머니 편
- 2020년 데이비드토이 배트맨 버스터
- 2020년 삼척시
- 2020년 티블루 오누즈 플라잉볼 플라이노바